# Carl Gustaf Hellqvist

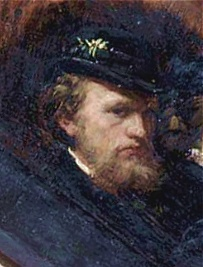
Carl Gustaf Hellqvist zelfportret (detail)

Carl Gustaf Hellqvist (Kungsör, 15 december 1851 - München, 19 november 1890) was een Zweedse kunstschilder van historische taferelen.
In 1864 begon hij een studie aan de Koninklijke Academie der Kunsten in Stockholm. In 1875 ontving hij de hoogste prijs van de academie voor zijn schilderij “Gustaf I anklagar Peder Sunnanväder och Mäster Knut inför domkapitlet i Västerås".
Toen hij in 1877 van de academie een beurs ontving besloot hij door Europa te gaan reizen. Samen met zijn verloofde verhuisde hij naar München in 1879 waar hij in 1882 met haar trouwde.
Samen trokken ze in dat jaar naar Parijs, waar Hellqvist onder andere kennis maakt met werken van de Franse schilder Jean-Paul Laurens. Met de werken "De dood van Sten Sture de jongere op het ijs van het Mälarmeer, 1520" (Zweeds: "Sten Sture den yngres död på Mälarens is 1520") en "Waldemar Atterdag losgeld eisend van Visby, 1361" (Zweeds, "Valdemar Atterdag brandskattar Visby (1882")- waarvoor hij in Wenen opnieuw onderscheiden werd - vestigde hij ook internationaal faam.
In de jaren daarop werd hij leraar aan de Koninklijke Academische Hogeschool voor de Beeldende Kunsten te Berlijn, maar gekweld door hevige hoofdpijnen werd hij gedwongen zijn leraarschap in 1886 neer te leggen.
Vanaf maart 1889 verbleef hij in een psychiatrisch ziekenhuis in München waar hij op 38-jarige leeftijd stierf. Hellqvist werd begraven in München.

## Werk
| - Valdemar Atterdag brandskattar Visby (1882) Het schilderij verbeeldt een historische scene. Gezeten op een troon voor de kerk eist de Deense vorst Waldemar IV dat de bewoners van Visby de drie biervaten vullen met goud en zilver. Als er niet aan het verzoek wordt voldaan, zal de stad met de grond gelijk worden gemaakt. In het midden staat de opstandige burgemeester met gebalde vuist, terwijl zijn vrouw omhoog kijkt hopend op hulp van boven. Met dit schilderij verbeeldt Hellqvist een gebeurtenis uit 1361. |
| - Sten Sture den yngres död på Mälarens is 1520 De dood van Sten Sture de Jongere de jongere op het ijs van het Mälarmeer, 1520 Sten Sture was de leider van de Zweedse rebellen die in opstand kwamen tegen de Deense overheersing. Bij de slag om Bogesund (het tegenwoordige Ulricehamn) werd hij zwaargewond en bezweek hij uiteindelijk aan zijn verwondingen. Deze gebeurtenis was een aanleiding tot het Stockholms bloedbad dat in november 1520 zou plaatsvinden.                                                      |

- Bibsys: 90549694
- Gemeinsame Normdatei: 116689846
- International Standard Name Identifier: 0000 0000 6708 2128
- KulturNav: a0364961-d707-4a80-8f8a-172c1a552fa6
- Library of Congress Control Number: n94026987
- Nationale Bibliotheek van Polen: a0000003672163
- Réseau des bibliothèques de Suisse occidentale: 02-A010094515
- RKD-Nederlands Instituut voor Kunstgeschiedenis: 37272
- LIBRIS: 218381
- Système universitaire de documentation: 185795242
- Union List of Artist Names: 500060635
- Virtual International Authority File: 68155531
- WorldCat: E39PBJwHcCpMbDgCWfxdMkF3Qq